# Aleksander Kwaśniewski
Aleksander Kwaśniewski (Białogard, Polonia; 15 de noviembre de 1954) es un político polaco, presidente de Polonia entre 1995 y 2005.
Nació en Białogard, participó activamente en la Unión Socialista de Estudiantes Polacos. Durante su juventud fue un destacado activista del Sindicato Socialista de Estudiantes Polacos (Socjalistyczny Związek Studentów Polskich, SZSP, y fue ministro de deportes  urante la década de 1980. se convirtió en un líder de la socialdemocracia de izquierda de la República de Polonia, un sucesor del exgobernante Partido de los Trabajadores Unidos de Polonia y cofundador de la Alianza Democrática de Izquierda.
Sucedió a Lech Wałęsa como presidente tras ganar las elecciones en 1995 y fue reelegido para su segundo y último mandato en 2000 (ganando por mayoría de votos ya en la primera vuelta). Kwaśniewski fue elegido para la presidencia en 1995, derrotando al católico Lech Wałęsa que enfrentaba protestas por corrupción durante su régimen. Fue reelegido para un segundo y último mandato como presidente en 2000 en una decisiva victoria de primera ronda. Aunque fue elogiado por intentar integrar aún más a Polonia en la Unión Europea. Su mandato terminó el 23 de diciembre de 2005, cuando entregó el poder a su sucesor electo, el conservador Lech Kaczyński .
También fue antiguo dirigente y uno de los fundadores del Partido Social Demócrata de la República de Polonia (Socjaldemokracja Rzeczypospolitej Polskiej), sucesor del Sindicato de Trabajadores Polacos y posteriormente de la Alianza de la Izquierda Democrática (Sojusz Lewicy Demokratycznej).
Tras la formación de la coalición política Izquierda y Demócratas fue elegido como su presidente.

## Juventud
De 1973 a 1977, Kwaśniewski estudió Economía del Transporte y Comercio Exterior en la Universidad de Gdansk. Se volvió políticamente activo en este momento, y se unió al gobernante Partido Obrero Unificado Polaco (PZPR) en 1977, siendo miembro hasta que se disolvió en 1990. Activista en el movimiento estudiantil comunista hasta 1982, sostuvo, entre otros cargos, electo en la presidencia del Consejo Universitario de la Unión Socialista de Estudiantes Polacos (SZSP) de 1976–77 y la vicepresidencia de la Voivodía de GdanskUnión de 1977-1979. Kwaśniewski fue miembro de las autoridades supremas de SZSP desde 1977 hasta 1982. De noviembre de 1981 a febrero de 1984 fue editor en jefe del semanario estudiantil ITD y luego editor en jefe del diario juvenil Sztandar Młodych de 1984 a 1985. Fue cofundador del primer periódico informático en Polonia, Bajtek, en 1985.
De 1985 a 1987, Kwaśniewski fue Ministro de Asuntos de la Juventud en el gobierno de Zbigniew Messner, y luego Presidente del Comité de Juventud y Cultura Física hasta junio de 1990. Se unió al gobierno de Mieczysław Rakowski , primero como Ministro del Gabinete y luego como presidente del Comité Político Social del gobierno desde octubre de 1988 hasta septiembre de 1989. Como participante en las negociaciones de la Mesa Redonda, copresidió el grupo de trabajo para el pluralismo sindical con Tadeusz Mazowiecki y Romuald Sosnowski. Cuando el PZPR fue liquidado, se convirtió en miembro fundador del Partido Socialdemócratade la República de Polonia (SdRP) de enero a febrero de 1990, y su primer presidente hasta que asumió la presidencia en diciembre de 1995. También fue uno de los miembros fundadores de la coalición Alianza Democrática de Izquierda (SLD) en 1991. Kwaśniewski fue un activista en la Unión Deportiva Estudiantil de 1975–79 y el Comité Olímpico Polaco (PKOL); Más tarde se desempeñó como presidente de PKOL de 1988-1991.

## Parlamento
Al postularse para el Sejm -parlamento polaco-de la circunscripción de Varsovia en 1991, obtuvo el mayor número de votos (148.533). Kwaśniewski encabezó el grupo parlamentario de la Alianza de la Izquierda Democrática en su primer y segundo mandato (1991–1995). Fue miembro del Comité de Asuntos Exteriores y presidente del Comité Constitucional de la Asamblea Nacional desde noviembre de 1993 hasta noviembre de 1995.

## Presidente
Kwaśniewski ganó las elecciones presidenciales en 1995, obteniendo el 51,7 por ciento de los votos en la segunda vuelta , contra el 48,3 por ciento para el titular, Lech Wałęsa envuelto en escándalos de corrupción. Los lemas de la campaña de Kwaśniewski fueron "Vamos a elegir el futuro" ( Wybierzmy przyszłość ) y "Una Polonia para todos" (Wspólna Polska). Con la esperanza de ser visto como "el presidente de todos los polacos", incluidos sus opositores políticos formó una coalición con Jerzy Buzek con pocos conflictos importantes. En un momento, el apoyo a Kwaśniewski alcanzó al 50%.
Defensor de la cooperación regional en Europa Central y del Este, Kwaśniewski organizó una cumbre de los líderes de la región en cutańcut en 1996. Hablando contra el peligro que representa el crimen organizado para la región, presentó un borrador de una convención sobre la lucha contra el crimen organizado ante la ONU en 1996. Participó activamente en las reuniones de líderes regionales en Portorož en 1997, Levoča en 1998 y Leópolis y Yalta en 1999. 